# Жаниспайський сільський округ
Жаниспа́йський сільський округ (каз. Жаныспай ауылдық округі, рос. Жаныспайский сельский округ) — адміністративна одиниця у складі Єсільського району Акмолинської області Казахстану. Адміністративний центр та єдиний населений пункт — село Жаниспай.
Населення — 623 особи (2021; 988 у 2009, 1456 у 1999, 1695 у 1989).
Станом на 1989 рік існували Жаниспайська сільська рада (селище Жаниспай), Ковильна сільська рада (селища Ковильне-1, Ковильне-2) та Московська сільська рада (селище Московський). 1993 року ці сільради утворили Жаниспайський сільський округ. 2000 року сільський округ був розділений на три: Жаниспайський, Ковильненський та Московський. 2009 року до складу Жаниспайського сільського округу включена територія ліквідованого Ковильненського сільського округу.

## Склад
До складу округу входять такі населені пункти:
| Населений пункт      | Населення, осіб (1989) | Населення, осіб (1999) | Населення, осіб (2009) | Населення, осіб (2021) |
| -------------------- | ---------------------- | ---------------------- | ---------------------- | ---------------------- |
| Жаниспай, село       | 1058                   | 819                    | 465                    | 290                    |
| Ковильне, село       | 323                    | 637                    | 523                    | 333                    |
| --Ковильне-1, селище | 314                    | -                      | -                      | -                      |